# Catégorie cartésienne
Une catégorie cartésienne est, en mathématiques — et plus précisément en théorie des catégories — une catégorie munie d'un objet terminal et du produit binaire.
Dans une catégorie cartésienne, la notion de morphisme entre morphismes n'a pas encore de sens. C'est pourquoi l'on définit l'exponentiation, c'est-à-dire l'objet BA qui représente l'« ensemble » des morphismes de A dans B. Munie de cette propriété de clôture qu'est l'exponentiation, une catégorie cartésienne devient une catégorie cartésienne fermée.